# Григорий Илински
Григорий Андреевич Илински (на руски: Григорий Андреевич Ильинский) е руски специалист в областта на праславянската, старобългарската и историческата граматика и етимология на славянските езици.

## Биография
Григорий Илински е роден на 11/23 март 1876 година в Санкт Петербург, Русия. Завършва Историко-фифологическия факултет в Петербургския университет през 1898 година. От 1904 година е приват-доцент в Петербургския университет, а през 1911 година защаитава в Киев докторската си дисертация „Грамоти от българските царе“. Тя е удостоена с Ломоносова премия на АН. Професор е в Харковския университет от 1907 година, в Ниженския историко-филологически институт от 1909 година, след това в Юриевския (от 1916 година във Воронеж и Казан), Саратовския от 1920 година и в Московския университет от 1927 година. Дописен член е на Руската академия на науките от 1921 година и на Българската академия на науките от 1929 година, член е на Полската академия на науките от 1930 година. Автор е на над 500 научни трудове. Арестуван е на 11 януари 1934 година във връзка с т. нар. „Дело на славистите“, изпратен в концлагер и на заточение и на 4 декември 1937 година е разстрелян в Томск.
Интересите му по българския национален въпрос в началото на XX век са големи. Отнася се с неодобрение към руския консул в Битоля – Александър Ростковски – и руската имперска политика към Илинденско-Преображенското въстание. Посещава Македония след Младотурската революция от 1908 година и оставя сведения за състоянието на империята.

## Научни трудове
- Молитва на дьявола. Церковно-славянский текст западно-славянского происхождения / Предисл. А. И. Соболевского. СПб., 1899.
- О некоторых архаизмах и новообразованиях праславянского языка. Морфологич. этюды Г. А. Ильинского. Прага, 1902.
- Ильинский Г.А. Сложные местоимения и окончания родительного пад. ед. ч., м. и ср. р. неличных местоимений в славянских языках: Этимол. исслед.. — 2 изд. с испр. и доп.. — Москва, 1905. Первое издание: Ильинский Г. А. Сложные местоимения и окончания род. п. ед. ч. муж. и ср. р. неличных местоимений в славянских языках: Этимологическое исследование / Г. А. Ильинский.- Варшава, 1903.
- История славян. Курс, читанный в Харьковском университете в осеннем полугодии 1908 г. Ч. 1. Харьков, 1908.
- Рукописи Зографского монастыря на Афоне. София, 1908.
- Грамоты болгарских царей. М, 1911.
- Слепченский апостол XII века. М., 1911.
- Звук ch в славянских языках. Пг., 1916.
- Праславянская грамматика, Нежин, 1916.
- Славянская этимология. I—XXXV. [СПб.], 1919.
- Ильинский, Г. Златоструй А. Ф. Бычкова XI века. Издава Българската академия на науките (= Български старини, 10). София, 1929